# آکاسیای بوردیانا
آکاسیا بوردیانا (نام علمی: Acacia beauverdiana) نام یک گونه از سرده آکاسیا است.